# Rodovia Raposo Tavares
Rodovia Raposo Tavares ou Via Raposo Tavares est une autoroute de l'État de São Paulo au Brésil, codifiée SP-270.

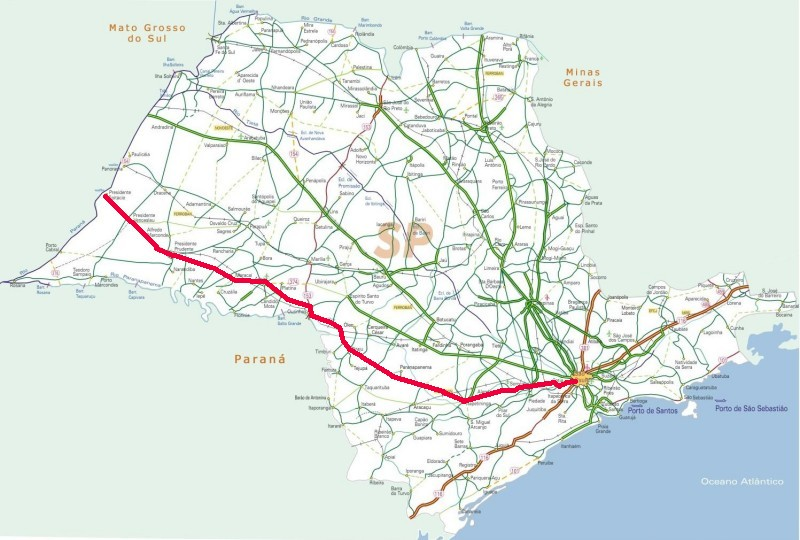
En rouge
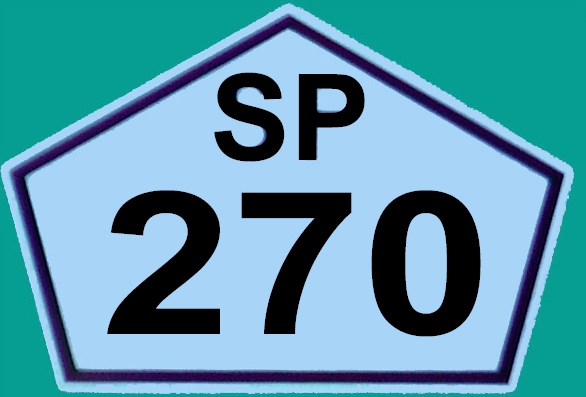
SP-270
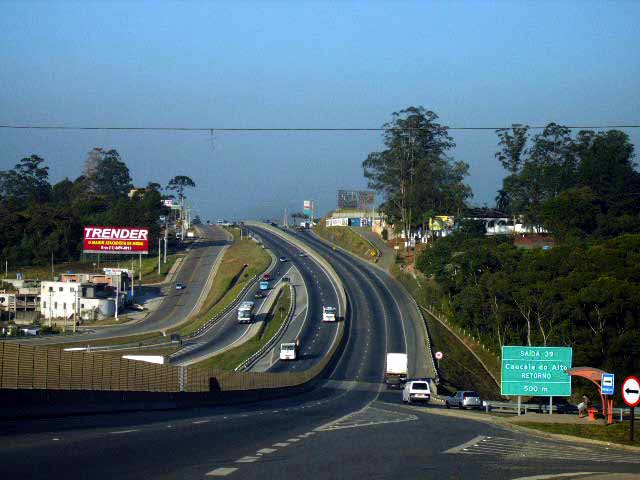
Raposo Tavares